# San Francisco Huehuetlán
San Francisco Huehuetlán är en kommun i Mexiko.   Den ligger i delstaten Oaxaca, i den sydöstra delen av landet, 270 km sydost om huvudstaden Mexico City.
Följande samhällen finns i San Francisco Huehuetlán:
- Huehuetlán Segunda Sección
- Papalocuatla